# Velika horda
Velika horda (tatarsko Олы Урда, Velika horda) je bil tatarsko-mongolski kanat, ostanek Zlate horde, ki je obstajal približno od leta 1435 do 1502. 

## Razpad  Zlate horde
Obrobna območja Zlate horde so se odcepljala približno po tem zaporedju: 1438  Kazanski kanat, 1441  Krimski kanat in 1466 Astrahanski kanat. Ostanek v stepah med rekama Dneper in Ural postal znan kot Velika horda s prestolnico Saraj. Velika horda je ohranjala tradicije Zlate horde. V 1470. letih so Nogajci severno od Kaspijskega jezera postali sovražniki Velike horde, na zahodu pa se je ob reki Dneper začela širiti Poljsko-litovska zveza. 
Leta 1480 sta Moskovska velika kneževina in Krimski kanat sklenila zavezništvo proti Veliki hordi, ki se je zato proti njima povezala z Veliko litovsko kneževino pod Kazimirjem IV. Jagelonskim. Poskus napada Velike horde na Moskovsko kneževino leta 1480 je propadel. Ahmed kana so Nogajci ubili. Nasledil ga je sin Šejk Ahmed. Med njegovo vladavino je Horda zaradi nasledstvenih sporov začela slabeti.
Spomladi leta 1491 je kan Krimskega kanata predlagal Moskvi, naj napade in uniči Veliko hordo, ker je "zaplenil vse njihove konje". Moskovčani so poslalo v Hordo nekaj tatarskih in ruskih konjenikov, Osmansko cesarstvo pa 2.000 janičarjev. Do novembra se je del Horde odcepil, ostanek pa so uničili Nogajci. Okoli leta 1500 so Ahmedovo vojsko  v Kazanu premagali Kabardinci, zato je bila v zelo slabem stanju. Naslednje leto se je Šejk Ahmed z 20.000 ljudmi preselil na ozemlje severno od Dona. Veliko njegovih vojakov je dezertiralo.
Leta 1502 je večino prebivalcev Velike horde zajel Krimski kanat in jih skupaj z živino preselil na Krim in v porečje Sule, pritoka Dnepra. Šejk Ahmed je pobegnil in se nato s približno 4.000 konjeniki pojavil pri Kazanu na pogajanjih z Moskvo. Od tam je odšel v Astrahan, od koder so ga leta 1504 izgnali Nogajci. Odšel je v Kijev, da bi se pogajal s poljskim kraljem, in nato v Akkerman (Bilgorod-Dnistrovski), da bi se pogajal z Osmani. Zadnjič je omenjen kot litovski ujetnik v Vilni.

## Kani Velike horde
- Sajid Ahmed I. (1435—1465)
- Mahmud bin Kučuk (1459-1465)
- Ahmed bin Kučuk (1465—1481), sin Kučuk Mohameda
- Šejk Ahmed (1481—1481), sin Ahmed Kana
- Ibak (1481—1481), Hordo okupira Sibirski kanat
- Murtaza (1481—1485), sin Ahmed Kana
- Šejk Ahmed (1485—1487), drugič
- Ibak (1487—1487), Hordo okupira Sibirski kanat
- Murtaza, drugič (1487—1491)
- Mengli I. Geraj (1491—1491), Hordo okupira  Krimskia kanat
- Ibak (1491—1495), ponovna okupacija Sibirskega kanata
- Šejk Ahmed (1495—1502), sin Ahmed Kana

## Druga raba imena
Nogajci in Kazahi so dele svojega ozemlja imenovali Velika horda.

## Vira
- Kimberly Kagan (2010). The Imperial Moment. str. 114.
- Bruce Alan Masters (2010). Encyclopedia of the Ottoman Empire. trs. 159.